# (26891) Johnbutler
(26891) Johnbutler est un astéroïde de la ceinture principale, de la famille de Hungaria.

## Description
(26891) Johnbutler est un astéroïde de la ceinture principale, de la famille de Hungaria. Il présente une orbite caractérisée par un demi-grand axe de 1,93 UA, une excentricité de 0,04 et une inclinaison de 17,1° par rapport à l'écliptique.

## Compléments